# Scandiano
Scandiano es un municipio italiano de la provincia de Reggio Emilia, en la región Emilia-Romaña. Cercano a Módena, cuenta con una población de unos 25 700 habitantes. El topónimo de la localidad en dialecto reggiano es Scandiân.  

## Demografía
| Gráfica de evolución demográfica de Scandiano entre 1861 y 2011 |
|                                                                 |
| Fuente ISTAT - elaboración gráfica de Wikipedia                 |

## Ciudades hermanadas
- Blansko (República Checa, desde 1964).
- Tubize (Bélgica, desde 1975).
- Almansa (España, desde 1989).